# Holochelus fraxinicola
Holochelus fraxinicola (Sturm & Hagebach,  1825) è un coleottero appartenente alla famiglia Scarabaeidae. 

## Descrizione

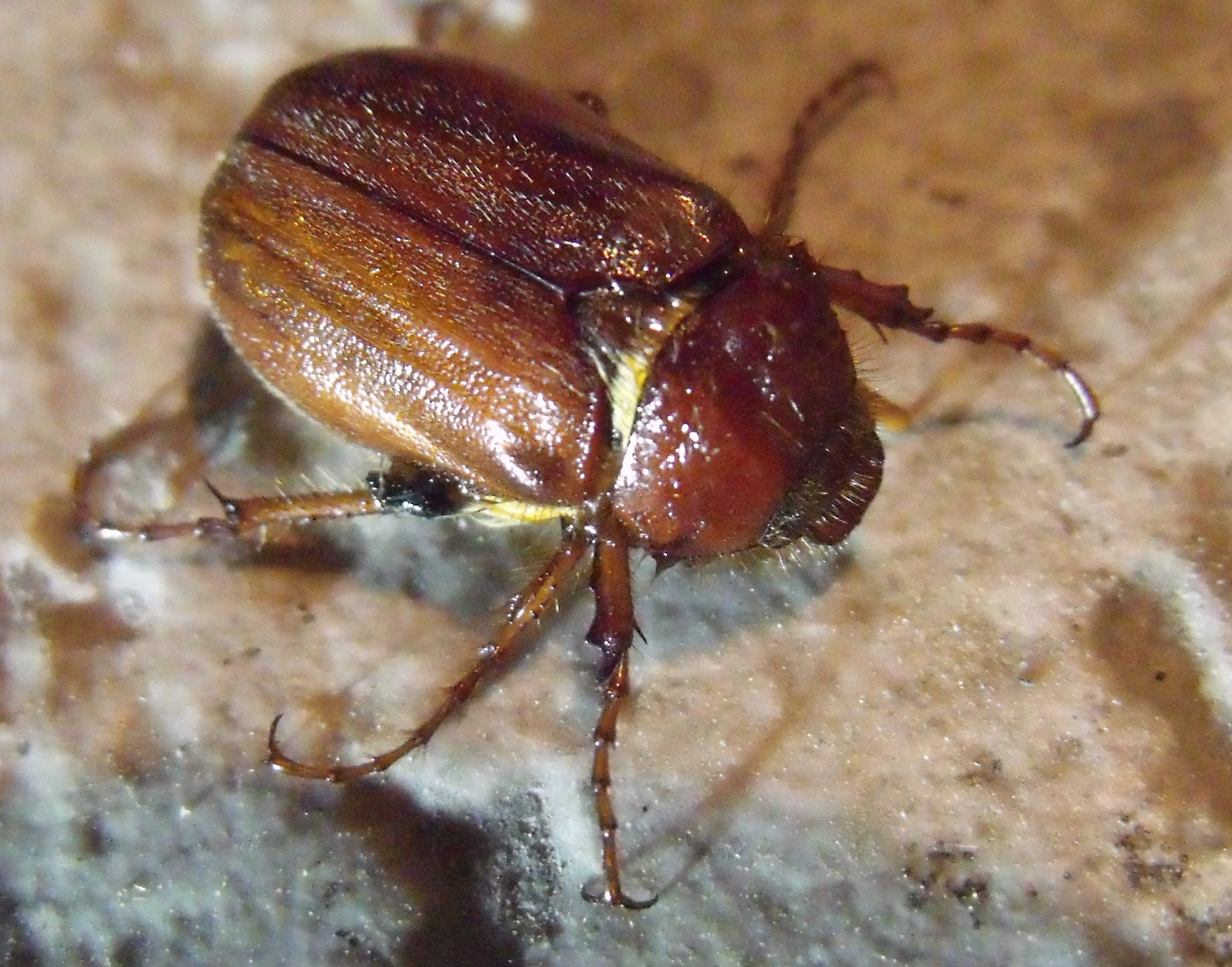
Esemplare fotografato a Lazise (Verona).

Il corpo degli Holochelus è robusto, di forma cilindrica e lungo 14-20 mm. Il dorso è di color marrone chiaro tendente al rossiccio, mentre il ventre tende all'arancione-giallastro. Il pronoto risulta ribordato, mentre il pigidio risulta moderatamente punteggiato, meno rispetto ad Holochelus vernus il che permette di distinguerli.

## Biologia
Questa specie non possiede un gran dimorfismo sessuale, infatti è molto difficile riconoscere i maschi dalle femmine. Come tutti i melolonthini la differenza sta nel fatto che i maschi possiedono dei ciuffi sulle antenne. Raggiunge lo stato adulto in piena primavera e lo si può osservare volare al crepuscolo attorno agli alberi e viene facilmente attratto dalle luci artificiali.

## Distribuzione e habitat
H. fraxinicola si trova in nord, centro e sud Italia, nella Penisola Balcanica e a est fino in Turchia.